# Lynchia acromialis
Lynchia acromialis är en tvåvingeart som först beskrevs av Speiser 1904.  Lynchia acromialis ingår i släktet Lynchia och familjen lusflugor. Inga underarter finns listade i Catalogue of Life.